# MUSIC BLOOPER
MUSIC BLOOPER（ミュージックブルーパー）は、FM NACK5で、開局翌日の1988年11月1日から1993年9月30日まで放送されていたラジオ番組。

## 概要
ナックファイブで平日の夕方から夜の時間帯（17時台 - 21時台）で最初に放送されていた番組。リスナーからのリクエストなどを基として最先端のジャパニーズロックやJ-POP、洋楽を多く選曲して放送。先取りしてインディーズの曲も放送することがあった。そして話題のアーティストも多くゲストに入り、ゲスト入りした回数の多かったアーティストのコーナー番組が本番組中に出来たこともあった。なお、本番組初期パーソナリティのカルメンの日は洋楽中心で構成されていた、
パーソナリティは最初、須藤かぐや、斎藤千夏、そして『カルメンのオールナイトニッポン』（ニッポン放送、1973年 - 1974年）のパーソナリティであったカルメンの3人体制。その後1990年4月改編を以って金曜編成の開始により『NACK FIVE SUPER FRIDAY』がスタートしたことにより本番組は月曜日から木曜日までの放送に。1991年改編時より本番組終了時までパーソナリティは斎藤千夏一人の体制となった。
1989年のプロ野球ナイターシーズン中は、21:30から文化放送ライオンズナイターからのリレー中継を行っていた関係で、本番組に西武ライオンズのナイトゲームの途中経過を随時レポートする『FM Lions』のコーナーを挿入していた（しかし翌1990年からライオンズナイターが最大延長21:50までの体制となったため、ナイターリレー中継はこの年限りで終了している）。
本番組終了直後の1993年10月以降も、斎藤は引き続き夜の時間帯で『HEART BEAT NIGHT』（月曜〜木曜 21:00 - 23:45）のパーソナリティを務めている。

## パーソナリティ
- 須藤かぐや
  - 月曜・水曜（1988年11月 - 1990年3月）→ 木曜（1990年4月 - 1991年3月）[1]
- 斎藤千夏
  - 火曜・木曜（1988年11月 - 1990年3月）→ 月曜〜水曜（1990年4月 - 1991年3月）→ 月曜〜木曜（1991年4月 - 1993年9月）[1]
- カルメン
  - 金曜（1988年11月 - 1990年3月）。1990年4月以降も『NACK FIVE SUPER FRIDAY』で、本番組と同じく17:00 - 22:00パートのパーソナリティを務める[1]。

## 放送時間の変遷
- 月曜 - 金曜 17:00 - 21:00 （1988年11月 - 1989年3月）[1]
- 月曜 - 金曜 17:00 - 21:30 （1989年4月 - 1990年3月）[1]
- 月曜 - 木曜 17:00 - 22:00 （1990年4月 - 1990年9月）[1]
- 月曜 - 木曜 17:00 - 22:00 （1990年10月 - 1991年3月）[1]
- 月曜 - 木曜 18:30 - 22:00 （1991年4月 - 1993年9月）[1]

## コーナー・タイムテーブル
（出典：）

### 1989年 - 1990年
- 17:00〜18:50 - ジャパニーズ・ポップ・ロック 最新ヒット＆リクエスト
  - 17:30 - 交通情報
  - 17:32 - 経済情報
  - 18:00 - 交通情報
  - 18:40 - 交通情報
- 18:50 - 徳間 CITY CINDICATION
- 19:00 - トミー新井のライブ・クラブ・ミックス ドント・ストップ・ザ・ミュージック
- 19:50 - ラオックス 高野寛の50歩100歩 （1990年9月まで）
- 20:00 - アーティスト特集＆ゲスト
- 21:00 - FAXリクエスト
- FM Lions - 1989年のプロ野球ナイターシーズン中は、このコーナーで西武ライオンズのナイトゲームの途中経過を随時レポート。レポーターは菅野晃子[5]。
- この他に、1989年当時G.D.FLICKERSのコーナー番組が存在[2]。

### 1990年10月当時
- 17:00〜18:00 - 最新ヒット＆リクエスト
- 18:05 - ステージを降りたら
- 18:50 - 毎日がベスト3（月〜水）／Do you know me？（木曜）
- 19:00〜19:50 - 最新ヒット＆リクエスト
- 19:50 - サウンド・スコープ
- 20:00 - 最新ヒット＆リクエスト
- 20:30 - バラードを愛で包んで（月〜水）／That's pop music（木曜）
- 21:00 - 日替り特集（月〜水）／アルバムピックアップ（木曜）
  - Pliːzの795も流す真珠の涙 （第1火曜日、21:00 - 21:30、1990年10月 - 1991年3月）
  - JUSTY-NASTYのBeat Communication （第4水曜日、21:00 - 21:30、1990年10月 - 1991年3月）

### 1991年4月 - 1993年9月
- 18:30 - NON STOP REQUEST & SELECTIONS PART
- 19:10 - MUSIC BLOOPER HOT SHOT
- 19:15 - DON'T STOP THE MUSIC
- 20:00 - ステージを降りたら
- 20:30 - 特集コーナー
- 21:00  -フラッシュ・アップ
- 21:03 - ONE ON ONE この空をこえて
- 21:20 - サウンド・スコープ
- 21:30 - NON STOP REQUEST & SELECTIONS PART